# Puchas
Las puchas son unos dulces típicos de Semana Santa en la Sierra de Francia Salamanca. También llamadas natillas “de pobres”, eran un alimento, aunque consistente, de clase baja, ya que no tenían huevos ni leche entre sus ingredientes. Aunque, como en todo, hay puchas de primera y de segunda. Las de “primera” eran las que estaban preparadas con azúcar refinado. Las de “segunda” las preparaban los hogares más humildes con el agua que soltaban las remolachas al machacarlas.

## Características
Sus ingredientes principales son: 
1/2 litro de agua
3 cucharadas de anises
5 cucharadas de azúcar
4 cucharadas de harina
Aceite de oliva virgen
Una pizca de sal
Picatostes de pan

## Preparación
Ponemos a cocer en un cazo el agua con los anises y el azúcar. En cuanto empiece a cocer tapamos y apagamos el fuego, dejando el cazo al calor. En una sartén con aceite de oliva doramos la harina. En cuanto empiece a tostarse, sazonamos y, añadimos la infusión de anises, previamente colada. Con unas varillas removemos hasta conseguir una crema espesita y sin grumos.
Repartimos caliente en cuencos y servimos acompañadas de unos picatostes.